# Piedra de Turoe

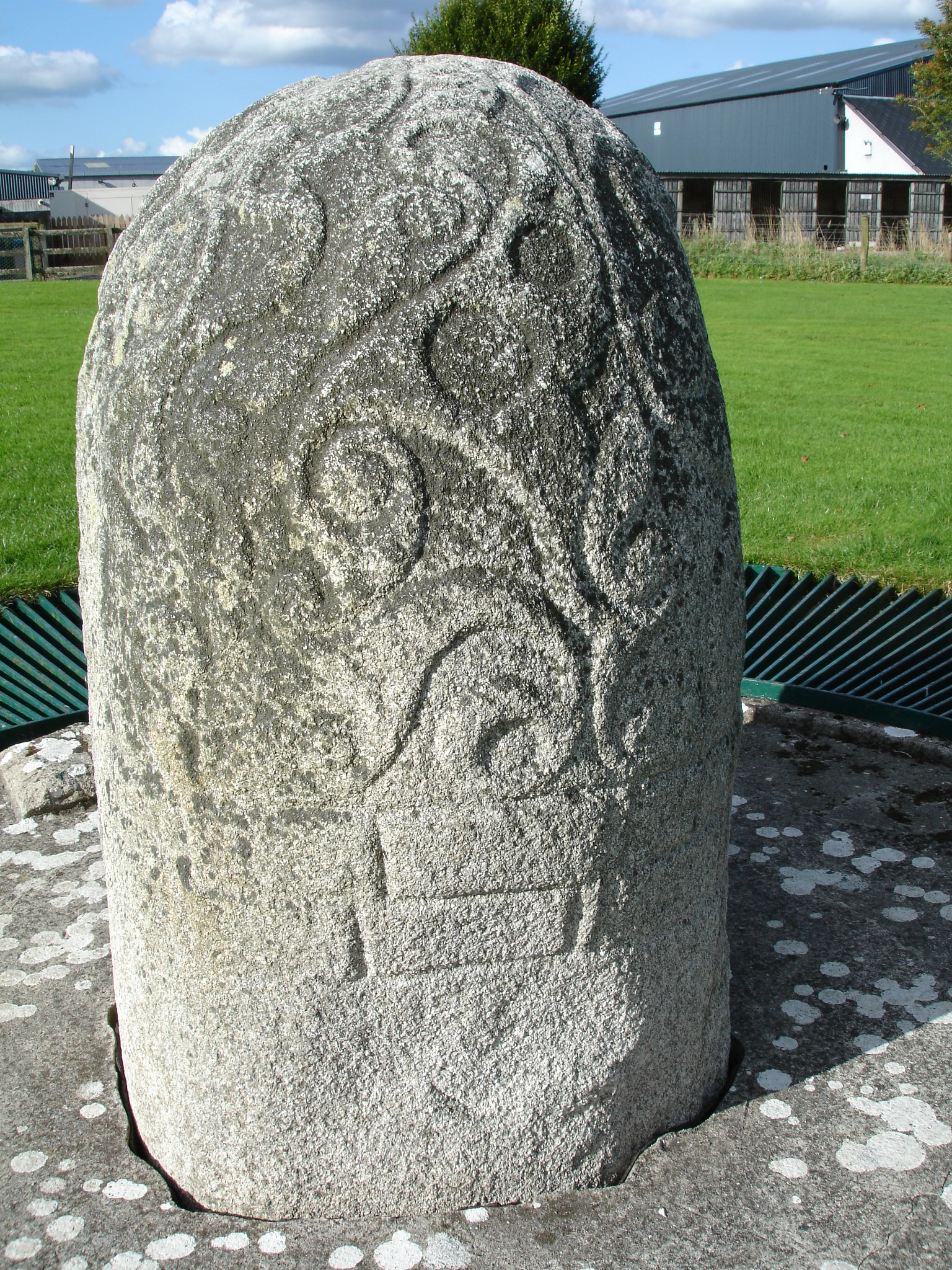
Piedra de Turoe.

La piedra de Turoe es una mole de granito de algo más de un metro de alto situada en las cercanías de Bullaun en el condado de Galway en Irlanda.
Es una piedra datada entre los siglos III y II a.c. estando tallada su parte superior con una serie de símbolos celtas curvilíneos, pertenecientes a la cultura de La Tène, y la parte media con unas franjas.
La piedra se encontró en un fuerte circular de la Edad del Hierro.
- Datos: Q4211479